# Mogoșești (Iași)
Mogoșești è un comune della Romania di 5 323 abitanti, ubicato nel distretto di Iași, nella regione storica della Moldavia.
Il comune è formato dall'unione di 4 villaggi: Budești, Hadâmbu, Mânjești, Mogoșești.